# Babica dalmatinska
Babica dalmatinska (Lipophrys dalmatinus) ili slingurica rupičarka je riba koja spada u porodicu slingurki (Blenniidae). Ime po Dalmaciji može zaslužiti Jurju Kolombatoviću koji ju je klasificirao. 

## Opis
Tijelo joj je golo, bez ljusaka i sluzavo, nema izraslina poviše očiju, svijetlozelene je boje s 6-7 okomitih maslinastih pruga. Mužjak mijenja boju prilikom zavođenja u jarko žutu, s crnom krunom na glavi. Živi u rupama okomitih stijena, ili čak u praznim ljušturama školjki, u plićaku do 2 m, naraste do 4,1 cm duljine. Hrani se algama i sitnim životinjicama. Razmnožava se od svibnja do srpnja, mužjak čuva jajašca.
Ova vrsta živi na Mediteranu i na obalama Portugala.

## Poveznice
|  | Zajednički poslužitelj ima još gradiva o temi Babica dalmatinska |
|  | Wikivrste imaju podatke o taksonu Babica dalmatinska             |